# Ingrid Held

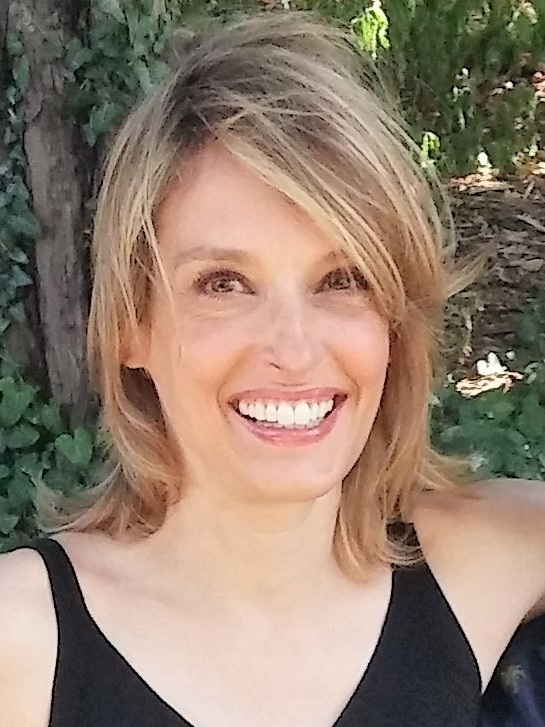
Ingrid Held 2018

Ingrid Held (geb. 15. September 1964 in Paris) ist eine ehemalige französische Filmschauspielerin.

## Leben
Held kam Mitte der 1980er-Jahre zum Film. Ihre erste Rolle übernahm sie 1985 in einer Folge der Fernsehserie Hôtel du siècle; ihr Leinwanddebüt folgte im selben Jahr in der japanisch-französischen Koproduktion L’échoppe aux souvenirs, in der sie an der Seite von Philippe Caroit und Richard Clayderman zu sehen war. Im britischen Kriegsfilm Gunbus übernahm Held im Folgejahr die Rolle der Soldatengeliebten Mitsou. Ihren Durchbruch als Schauspielerin hatte Held 1988 in Georges Lautners Filmdrama Das ermordete Haus. Für ihre Darstellung der Charmaine Dupin wurde sie 1989 für einen César als Beste Nachwuchsdarstellerin nominiert. Weitere Rollen in Film und Fernsehen folgten, darunter in internationalen Produktionen wie Spymaker (1990) und Karel Kachyňas Der letzte Schmetterling (1991). Zu Helds letzten Arbeiten gehörte eine Nebenrolle in Diane Kurys’ Nach der Liebe. Bereits 1992 zog sich Held aus dem Filmgeschäft zurück und arbeitet seither als Lehrerin.

## Filmografie
- 1985: Hôtel du siècle (TV-Serie, eine Folge)
- 1985: L’echoppe aux souvenirs
- 1986: Corps et biens
- 1986: Gunbus (Sky Bandits)
- 1987: Ein Sack voller Flöhe (Qui c’est ce garçon?) (TV-Mehrteiler)
- 1987: Ennemis intimes
- 1988: Das ermordete Haus (La maison assassinée)
- 1988: Cinéma (TV-Mehrteiler)
- 1989: Unterröcke der Revolution (Les jupons de la révolution) (TV-Serie, eine Folge)
- 1990: Das geheime Leben des Ian Fleming (Spymaker: The Secret Life of Ian Fleming) (TV)
- 1990: Capital City (TV-Serie, eine Folge)
- 1991: Love at First Sight (TV-Serie, eine Folge)
- 1991: Der letzte Schmetterling (Poslední motýl)
- 1991: The Hitchhiker (TV-Serie, eine Folge)
- 1992: Nach der Liebe (Après l’amour)
- 1992: Chillers (TV-Serie, eine Folge)

## Auszeichnungen
- 1989: César-Nominierung, Beste Nachwuchsdarstellerin, für Das ermordete Haus